# BLS AG RABe535形電車

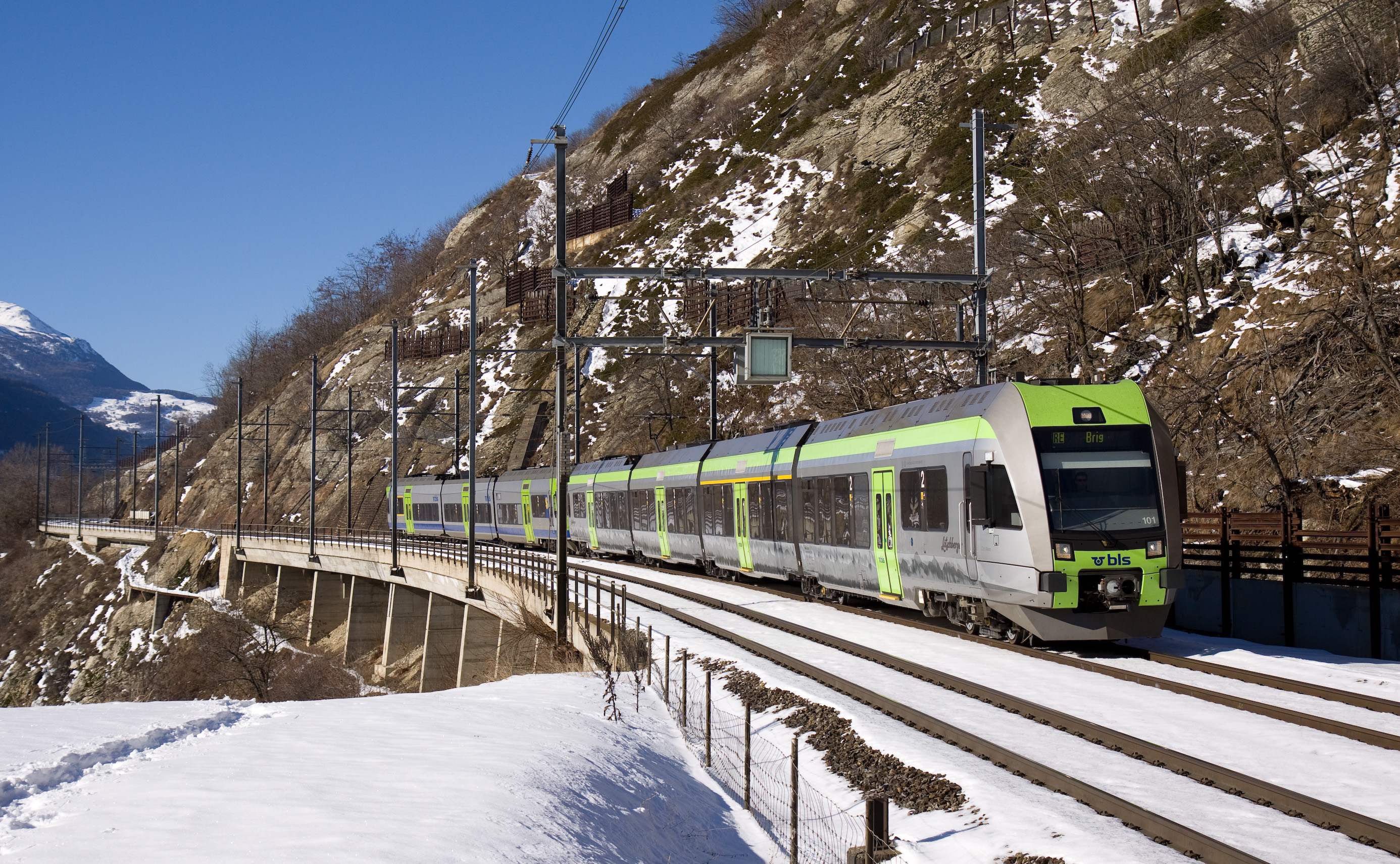
RABe535 101号機、Re525形との重連

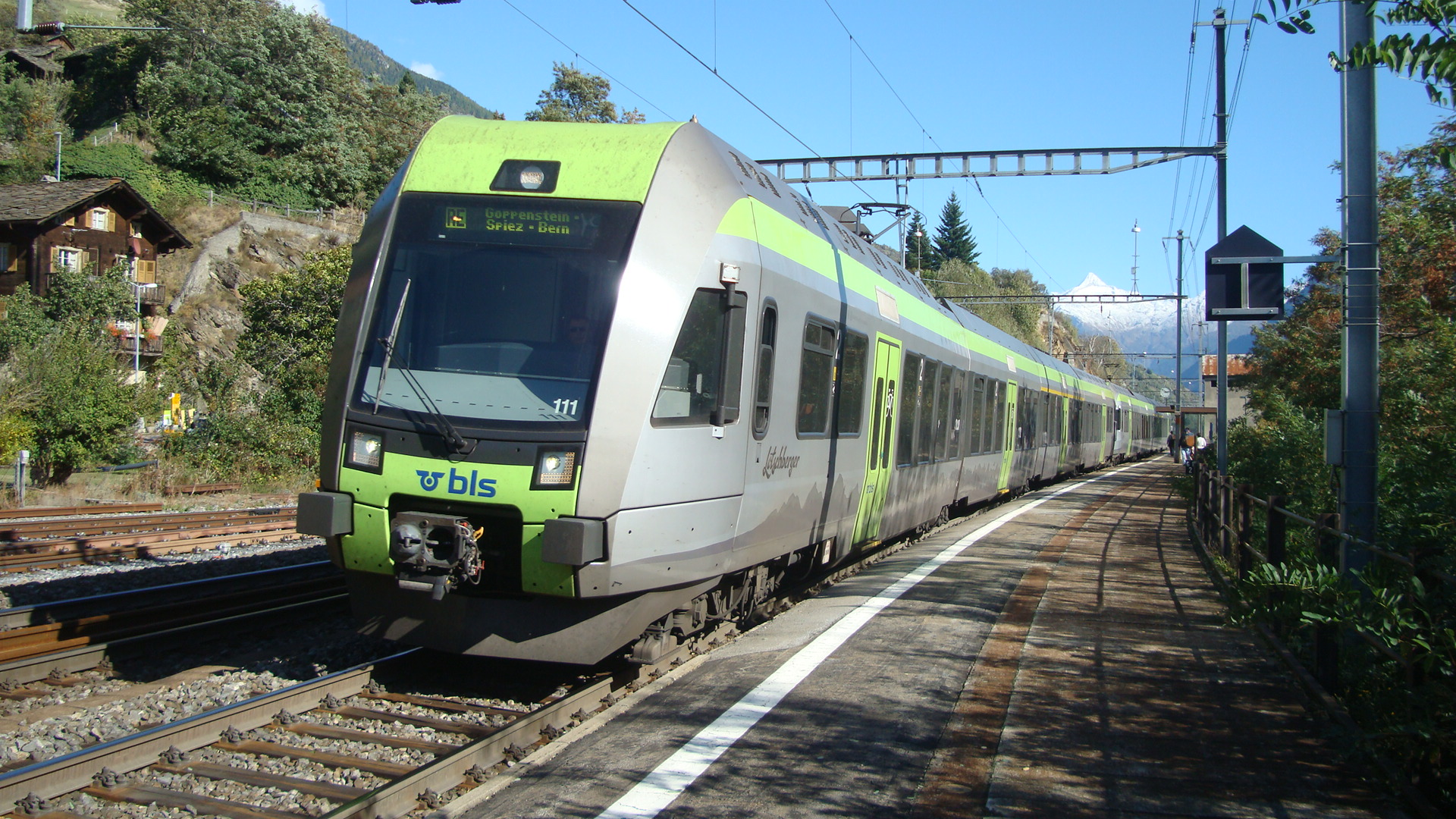
RABe535 111号機他の重連、ベルン行のレギオエクスプレス

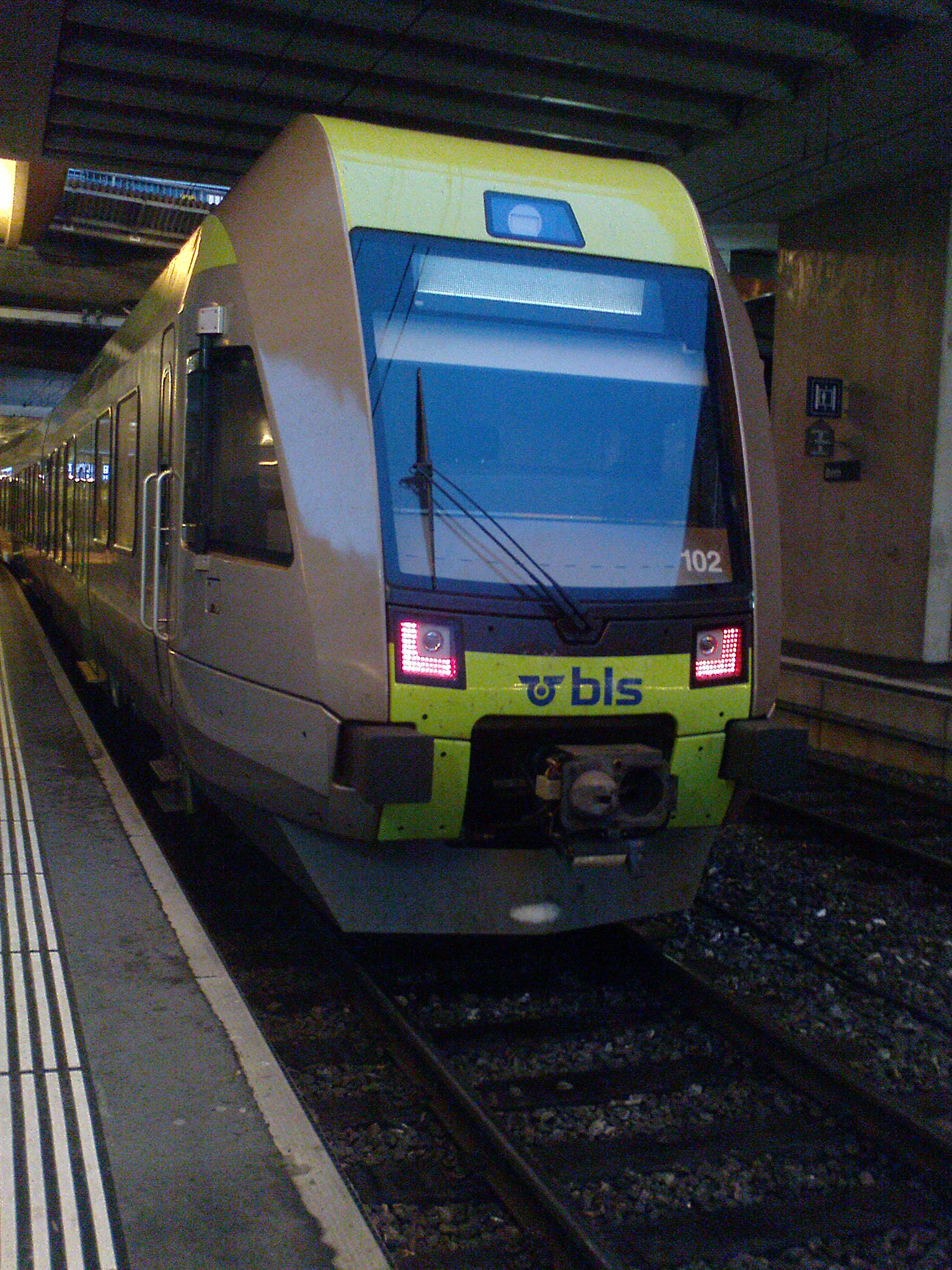
RABe535 102号機、ベルン駅

BLS AG RABe535形電車(BLS AG RABe535がたでんしゃ)は、スイスの最大の私鉄であるBLS AGで使用されている部分低床式電車である。

## 概要
アルプス越えルートの一つであるレッチュベルクルートを擁するBLS AGでは、アルプトランジット計画によるレッチュベルクベーストンネルの開業後の旧ベルン-レッチュベルク-シンプロン鉄道（Bern-Lötschberg-Simplon-Bahn（BLS））区間のベルン-シュピーツ-トゥーン-ブリークおよびトゥーン-ツヴァイジンメン間のレギオエクスプレスを電車化することとなり、ベルンのSバーン運用に使用されている近距離用のRABe525形（通称「NINA」）をベースとして接客サービスレベルを向上させた4車体5台車の低床式中距離用電車「PaNINA」として計画されたのが本機であり、2006年に13編成がボンバルディア・トランスポーテーションおよびアルストムに約58,000,000ユーロ（うちボンバルディアの契約額は約38,000,000ユーロ）で発注されている。なお、この契約には20編成のオプションが付き、これが行使されると総額約143,000,000ユーロの契約額になることとなっている。本機は通称「レッチュベルガー」と呼ばれ、Bo'2'2'2'Bo'の車軸配置およびVVVFインバータ制御により1時間定格1000kWの出力と160km/hの最高速度の性能を発揮すると同時に、低床部の床面高さ605mmのバリアフリー対応の機体となっており、車体と台車、機械部分をボンバルディアが、電気部品をアルストムが担当して製造されて2008年5月21日に初号機がロールアウトし、その後順次引き渡されている。

## 仕様

### 車体
- 本機は4車体5台車の連接式の固定編成で、各車体は前位側からET2-A-B-ET1と呼ばれており、編成両端のET1とET2は編成端側の動台車上が床面高さ995mmの高床式でその他の部分が床面高さ605mmの低床部であり、連接台車上はスロープを経由してわずかに床面が高くなっている。中間のAおよびBはほぼ全長に渡って床面高さ605mmの低床となっており、同様に連接台車上部はスロープを経由してわずかに床面が高くなっている。客室はET1、ET2およびBが全室2等室でAが全室1等室であり、ET2に車椅子スペースおよび車椅子対応トイレが、ET1とBに手荷物および自転車積載スペースが用意されている。
- 車体は鋼製で、UIC基準505-2に準拠した車端耐荷重1500kNに対応しており、モジュール構造となっている車体の断面は車体側面の上下を内側に絞った8角形で、さらに台枠下部および屋根上に設置された機器カバーがわずかに内側に絞られて12角形の形状となっている。なお、車体の基本構造はRABe525形のものを踏襲しているが、以下のような主な変更点がある。
  - 前頭部形状、材質の変更および補助バッファの設置
  - 低床部側面窓の高さを高床部側面窓上辺と同じ高さまで拡大
  - 連接部台車部の車体切欠き形状変更
  - 1等室を高床部から低床部へ変更
  - 1等室の座席配置を2+2列の4人掛けから2+1列の3人掛けに、2等室を2+3列の5人がけから2+2列の4人掛けに変更
  - トイレの車椅子対応
- 先頭部は縦方向に曲面で大きく絞り込み、左右隅部を斜めに切落し、左右側面も内側へ絞った形状であり、この部分はポリエステル樹脂などを積層した複合材料製となっている。前面窓ガラスは大型の1枚曲面ガラスで上部に行先表示器が設置されており、その上部に白色LEDの、下部左右にキセノンランプと白色LED併用式の前照灯が設置されている。
- 側面は窓扉配置22D4(ET1) - 3D3(B) - 3D3(A) - 4D2d1(ET2)で、側面窓は大型の固定式を基本として1両あたり2箇所程度が上部引違式となっており、RABe525形と比較して低床部の窓高さを拡大している。乗降扉は有効幅1300mmで電機駆動、両開式のスライド式プラグドアであり、乗降部の床面高さは570mmとなっているほか、引込式のステップを設置している。
- 1等室はシートピッチ2040mm（対面部）もしくは1000mm（前向部）で2+1列の3人掛け、2等室は1800mm（対面部）で2+2列の4人掛けの固定式クロスシートで、1名分ずつの独立した形状のバケットシートで肘掛とヘッドレスト付である。また、2等室の出入口部およびその横の手荷物および自転車積載スペースには各3席ずつ折畳座席が設置されているほか、ET2の低床部に車椅子スペースと車椅子対応の真空式トイレが設置されており、この対面側は折畳式の横向座席となっている。各車体の定員はET2が高床部16名、低床部16名+折畳式12名、Aが低床部28名、Bが低床部44名+折畳式3名、ET1が高床部16名、低床部28名＋折畳式6名となっている。
- 運転室はツーハンドル式のマスターコントローラーで、乗務員室扉は反運転席側のみ、運転室の側面窓には電動式のバックミラーが設置されている。なお、旧ベルン-レッチュベルク-シンプロン鉄道系の車両は通常右側運転台であるが、本機はRABe525形に引続き左側運転台となっている。
- 連結器は車体取付で、電気回路と2本の空気管を同時に接続できる+GF+自動連結器[8]となっており、RABe525形以外の他の一般車両とは連結することができない。また、本機では連結器の左右に一般車両に対応した補助バッファが設置されているほか、前頭部の車体下部には大型のスカートが、台車前部にはスノープラウが設置されている。
- 本機は低床式であるため、ET1の主変圧器、パンタグラフと主開閉器、ET2の主制御装置、ET1、ET2の主電動機冷却用送風機、各車の空調装置などの主要機器はすべて屋根上に設置され、肩部には一部に機器冷却と空調用の空気取入口のルーバーが設置された屋根上機器カバーが設置されている。
- 塗装
  - 車体塗装はライトグレーをベースとして、車体前面と側面肩部、乗降扉を黄緑色、前後の車体隅部をライトグレーとして側面および前面窓周りを黒とし、側面下部にグレーでBLS AG沿線の風景画を描いたものとなっている。このほか、前面窓下と乗降扉にBLS AGのロゴが、側面前頭部左右に「Lötschberger」の切抜文字が設置され、前面窓の下部に機番が、側面窓間柱に客室等級標記が、1等室窓上に識別用の黄線が入れられている。
  - 屋根上機器と屋根上機器カバー、屋根はライトグレー、床下機器と台車、スカートなどはダークグレーである。

### 走行機器
- 走行機器類もRABe525形のものを踏襲しているが最高速度が160km/hに引上げられており、制御方式は主変換装置にIGBTを使用したコンバータ・インバータ式で、1台の主変換装置で4台の主電動機を駆動する方式であり、主変圧器はET1の、主変換装置はET2のそれぞれ屋根上に一体化されて設置されている。
- 主変圧器はRe465形のものを小型化したアルミ筐体で出力は主変換装置用が500V/396kVA×2と補機駆動用の345V/215kVAとなっている。
- ブレーキ装置は電気ブレーキとして主変換装置による回生ブレーキを主として、空気ブレーキおよび編成両端の駆動台車に渦電流式レールブレーキを装備する。
- 主電動機はかご形三相誘導電動機 を4台搭載し、定格出力1000kW、牽引力105kNの性能を発揮する。冷却は屋根上に設置されたファンによる強制通風式である。
- 台車はボンバルディア・トランスポーテーション社のFlexx-Compactシリーズと呼ばれる低床式台車で、動台車は車輪径750mm、従台車は630mmのボルスタレス式台車で、いずれも枕ばねは空気ばね、軸ばねは円筒ゴム式となっており、連接式の従台車は片側車体に2基ずつ計4基の空気ばねを持つタイプのものである。基礎ブレーキ装置いずれもはディスクブレーキで、車輪にブレーキディスクを組み込んだキャリパーブレーキ方式のものを装備するほか、動台車は台車中央のレール面上に渦電流式レールブレーキを装備する。
- そのほか、パンタグラフはシングルアーム式のもの1基をET1に搭載、補助電源装置はインバータ・コンバータ式で出力はAC400/230V/50Hzとなっているほか、ET2の床下に容量700l/minの電動空気圧縮機1基を、各社屋根上に主電動機送風機、空調装置などを搭載する。

### 主要諸元
- 軌間：1435mm
- 電気方式：AC15kV 16.7Hz 架空線式
- 最大寸法：62710mm（4両編成）、全幅3030mm、全高4315mm
- 軸配置：Bo'2'2'2'Bo'（4両編成）
- 動輪径：750mm
- 従輪径：630mm
- 自重：105t
- 座席定員
  - 1等室：28名
  - 2等室：143名（うち折畳座席23名）
- 走行装置
  - 主制御装置：IGBT使用のVVVFインバータ制御
  - 主電動機：かご形三相誘導電動機×4台
- 定格出力：1000kW
- 定格牽引力：105kN
- 最高速度：160km/h
- ブレーキ装置：回生ブレーキ、空気ブレーキ、渦電流式レールブレーキ

## 運行
- 2008年夏より一部の列車で運用が開始され、12月14日のダイヤ改正からは本機によるベルン-シュピーツ-トゥーン-ブリークおよびトゥーン-ツヴァイジンメン間のレギオエクスプレスの運転が開始されている。基本的な運用はベルン-トゥーン間は本機3編成を併結した列車で運行し、トゥーンでブリーク方面の2編成併結の列車とツヴァイジンメン方面の1編成の列車に分割をするものとなっている。
- なお、ボンバルディア社の納期遅れによりRABe535形の所要編成数が不足したため、RABe525形も一次的にこの運用に併用されており、これにより不足するSバーン用の代替機材としてボンバルディア社が185形電気機関車およびDBレギオ向けの2階建て客車5両を提供している。